# Martin Buchholz (Liedermacher)
Martin Buchholz (* 1966) ist ein deutscher Fernsehjournalist, Theologe, Liedermacher, Musiker, Kabarettist und Autor.

## Leben und Wirken
Buchholz studierte an der Rheinischen Friedrich-Wilhelms-Universität Bonn zunächst evangelische Theologie und legte 1996 seinen Magister ab.
In den 1990er Jahren trat er in der musikalischen Kabarettgruppe Quodlibet auf. Heute arbeitet er als Songwriter und Autor sowie als Filmemacher von Fernsehdokumentationen für ARD und ZDF, und gibt eigene Konzerte.
Sein Glaube findet sich vor allem in seinen musikalischen Werken wieder und hat darin einen großen Stellenwert. Auch besingt Martin Buchholz häufig Momente aus dem einfachen Leben, sodass sich jeder, unabhängig von seinem religiösen Glauben, in seinen Werken wiederfinden kann. Beispielsweise begleitete er ab 2005 bis zu ihrem Tod die pensionierte Sekretärin Edith Libbert. Dies dokumentierte er in seiner Dokumentation „Tage mit Goldrand“, in der es um das Leben, um Erinnerungen, um das Alter sowie den Tod geht. Es erschienen dazu auch ein Buch und eine CD.
Er ist verheiratet und lebt mit seiner Frau in der Nähe von Köln.

## Kirchenlieder
- Der Tod hat nicht das letzte Wort – In: Wo wir dich loben, wachsen neue Lieder – plus. Strube-Verlag 2018[3]
- Gnädiger Gott, lass dein Angesicht leuchten! – In: Wo wir dich loben, wachsen neue Lieder – plus. Strube-Verlag 2018[4]

## Auszeichnungen
- 2003 Adolf-Grimme-Preis[5] für Buch und Regie von Der Mörder meiner Mutter, Eugénie will Gerechtigkeit über das Schicksal von Eugénie Musayidire im Ruandavölkermord und von Gott segne unseren Überfall! Ein Liebespaar kämpft gegen die Nazis.
- 2004 Deutscher Menschenrechts-Filmpreis für Gott segne unseren Überfall![6]
- 2008 Filmpreis David für Zukunft für Nalongos Kinder? Aidswaisen in Uganda.
- 2017 Tönissteiner Medienpreis für die 37°-Dokumentation Wenn die Liebe ertrinkt – Mein Mann, der Alkohol und ich[7]

## Diskografie
| Jahr | Titel                                                                        | Label                    |
| ---- | ---------------------------------------------------------------------------- | ------------------------ |
| 1995 | Xenos. Fremde brauchen Freunde – wir auch                                    | BMG Ariola               |
| 1999 | Herz in der Hand                                                             | Felsenfest               |
| 2001 | Lebensläufer                                                                 | Felsenfest               |
| 2002 | Jahreslieder 6                                                               | Felsenfest               |
| 2002 | Das wünsch ich dir. Die schönsten Lieder von Martin Buchholz                 | Felsenfest               |
| 2004 | Alles Liebe! Lieder über ein himmlisches Gefühl                              | Felsenfest               |
| 2006 | Hoffnungszeichen                                                             | Felsenfest               |
| 2008 | Wenn ein Moment vom Himmel fällt...                                          | Kreuz                    |
| 2011 | Tage mit Goldrand. Lieder und Geschichten. Eine Liebeserklärung an das Leben | Kawohl-Verlag/Felsenfest |
| 2015 | Ich such das Weite                                                           | Courage                  |
| 2017 | Das wünsch ich dir – Lebensworte-Liebeslieder                                | Buchholz                 |
| 2017 | Kein Herz, das liebt, bleibt unversehrt                                      | Buchholz                 |